# Belonopsis
Belonopsis is een geslacht van schimmels behorend tot de familie Mollisiaceae. 

## Soorten
Volgens Index Fungorum bevat het geslacht 21 soorten (peildatum mei 2023):
| Soortnaam                                           | Auteur(s)                        | Publicatiejaar |
| --------------------------------------------------- | -------------------------------- | -------------- |
| Belonopsis aciculispora                             | E.K. Cash                        | 1937           |
| Belonopsis atriella                                 | (Cooke) Lindau                   | 1897           |
| Belonopsis betulina                                 | Velen.                           | 1947           |
| Belonopsis calamicola                               | (P. Karst.) Sacc. & P. Syd.      | 1902           |
| Belonopsis coccinea                                 | Rehm                             | 1900           |
| Belonopsis ebudensis                                | Dennis                           | 1990           |
| Belonopsis ericae                                   | (Rolland) Aebi                   | 1972           |
| Belonopsis eriophila                                | Syd.                             | 1937           |
| Belonopsis eriophori                                | Raitv.                           | 2003           |
| Belonopsis graminea (Grootsporige grasviltmollisia) | (P. Karst.) Sacc. & P. Syd.      | 1902           |
| Belonopsis guestphalicum                            | (Rehm) Nannf.                    | 1972           |
| Belonopsis ingae                                    | Seaver                           | 1930           |
| Belonopsis iridis (Moerasviltmollisia)              | (P. Crouan & H. Crouan) Graddon  | 1961           |
| Belonopsis juncicola                                | Graddon                          | 1990           |
| Belonopsis junciseda (Russenviltmollisia)           | (P. Karst.) Le Gal & F. Mangenot | 1966           |
| Belonopsis longispora                               | I. Hino & Katum.                 | 1955           |
| Belonopsis myrtillina                               | Remler                           | 1980           |
| Belonopsis pallens                                  | (Sacc.) Keissl.                  | 1921           |
| Belonopsis pamparum                                 | Speg.                            | 1909           |
| Belonopsis purpurascens                             | Rehm                             | 1900           |
| Belonopsis tropicalis                               | Rick                             | 1906           |